# Mainwaringia
Mainwaringia is een geslacht van weekdieren uit de klasse van de Gastropoda (slakken).

## Soorten
- Mainwaringia dantaae Fang, Peng, Zhang & He, 2012
- Mainwaringia leithii (E. A. Smith, 1876)
- Mainwaringia rhizophila Reid, 1986